# Gummierung
Eine Gummierung ist allgemein das Vorhandensein einer gummiartigen Oberfläche. Spezieller und häufiger wird darunter eine Klebefläche aus einer besonderen Klebemasse (ursprünglich Gummi arabicum) verstanden. Durch eine derartig vorbereitete Fläche soll ein – oft späteres – Kleben ermöglicht werden.

## Klebegummierungen

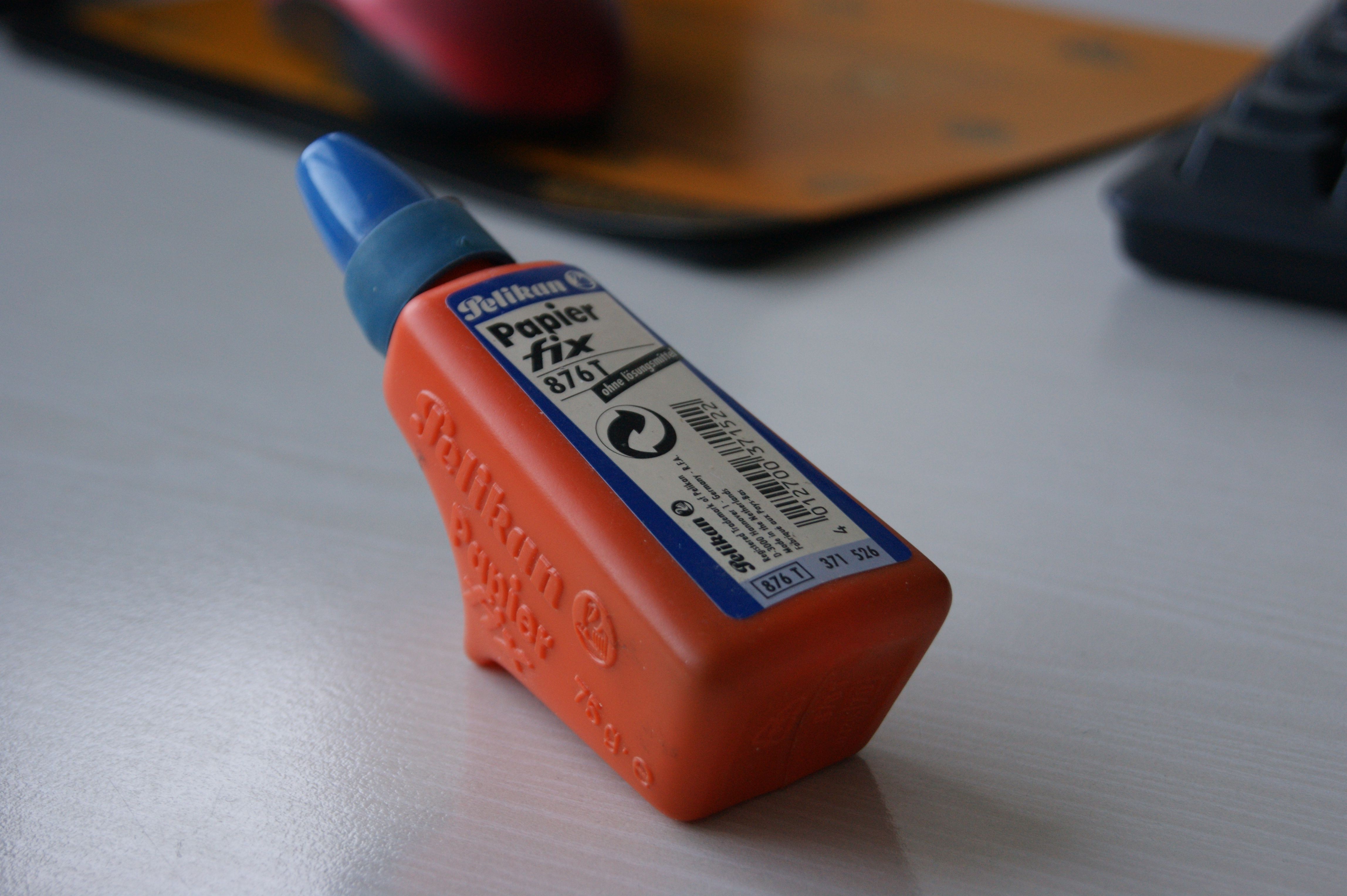
Flasche mit Pelikan „Papier fix“ Klebegummierung für Papier

Im heutigen Sprachgebrauch werden jedoch nur manche Klebeflächen als gummiert bezeichnet. In der Regel handelt es sich dabei um Stärke- oder Dextrin-basierte Klebstoffe auf Papier, die später mit Wasser oder Speichel befeuchtet werden müssen, um sie zu verbinden. Am bekanntesten ist die Gummierung bei Briefmarken, sie findet sich jedoch auch bei Zigarettenpapier, Briefumschlägen und Nassklebeband.

## Nicht klebende Gummibeschichtungen
Gummierungen werden in der Technik als Korrosionsschutzauskleidung gegen aggressive Medien in Behältern, Lagertanks, Beizwannen, Rohrleitungen, Rauchgaswäschern und verfahrenstechnischen Anlagen eingesetzt. Zu Bahnen extrudierter Gummi wird mit Haftvermittlern oder Klebstoffen auf Substrate (z. B. Stahl) aufgebracht. Die ersten Gummierungen haben die Harzer Apparatewerke 1923 auf den Markt gebracht und damit für die Chemie den Bau von größeren Behältern und Reaktionsapparaten mit korrosiven Inhaltsstoffen ermöglicht. Heute werden Gummierungen als Auskleidungen in einer Dicke von 3 bis 6 mm als Hart- oder Weichgummi eingesetzt. Die Basis bilden Naturkautschuk und synthetisch hergestellte Kautschuksorten. Für spezielle Einsatzfälle bieten die Hersteller Zulassungen nach WHG, KTW etc.
Die Gummierung von Textilien macht diese luft- und wasserundurchlässig. Einsatzbereiche waren entsprechend LKW-Planen, Regenmäntel, Feuerwehrschläuche oder Schlauchboote. Der Werkstoff Gummi wurde aus diesen Einsatzbereichen weitgehend durch Textilbeschichtungen mit Kunststoffen, meist PVC oder Polyethylen, verdrängt; eine Ausnahme bilden Luftmatratzen aus gummierter Baumwolle, die gelegentlich noch im Handel auftauchen.